# Caloptilia perseae
Caloptilia perseae là một loài bướm đêm thuộc họ Gracillariidae. Nó được tìm thấy ở Cuba và Hoa Kỳ (Florida).
Ấu trùng ăn Persea americana và Persea persea. Chúng ăn lá nơi chúng làm tổ.